# Sulasalmensaari (ö i Nammijärvi, Enare)
Sulasalmensaari, nordsamiska: Sudesčuálmáásuálui, är en ö i Finland. Den ligger i sjön Nammijärvi och i kommunen Enare i den ekonomiska regionen Norra Lappland och landskapet Lappland, i den norra delen av landet, 1 000 km norr om huvudstaden Helsingfors. Öns area är 0,5 hektar och dess största längd är 80 meter i nord-sydlig riktning.